# 1536 Pielinen
1536 Pielinen este un asteroid din centura principală, descoperit pe 18 septembrie 1939, de astronomul finlandez Yrjö Väisälä.

## Caracteristici
Asteroidul prezintă  o orbită caracterizată de o semiaxă majoră egală cu 2,2045103 u.a. și de o excentricitate de 0,1954410, înclinată cu 1,53043° în raport cu ecliptica.

## Numele asteroidului
Numele asteroidului face referire la numele unui lac din Finlanda.